# Francisco de Bruna y Ahumada
Francisco de Bruna y Ahumada (31 de julio de 1719, Granada- 27 de abril de 1807, Sevilla). Oidor decano de la Real Audiencia de Sevilla, Teniente de alcalde de los Reales Alcázares de Sevilla, Académico de la Real Academia Sevillana de Buenas Letras, miembro del Consejo de Hacienda y del Consejo de Castilla, camarista de Castilla y bibliófilo.

## Bruna, burócrata real
Nació en Granada, siendo hijo de Andrés López de Bruna, que llegó a ser consejero de Castilla y antes oidor de la Real Audiencia granadina y miembro de la Real Chancillería de Granada. Don Andrés fue asimismo presidente de la Real Audiencia de Mallorca y de la Real Chancillería de Valladolid. En 1736 obtiene Francisco de Bruna el hábito de la Orden de Calatrava y poco después, en 1738, se doctora en Cánones por la Universidad de Sevilla. Casa Francisco ya con edad, pasados los cuarenta, convirtiéndose en marqués consorte de Chincilla. Hizo valer su condición de colegial en su ascenso burcrático, pues lo fue del colegio-universidad sevillano de Santa María de Jesús. En 1751 obtiene un cargo relevante para el funcionamiento de Sevilla, el de juez subdelegado de las maderas del Seguro, controlando toda la madera que llegaba a la ciudad. En 1765, con el apoyo del duque de Alba, a cuya casa se vinculaba la alcaidía, se convierte en teniente de alcaide de los Reales Alcázares de Sevilla, tras morir el anterior. A partir de aquí obtuvo otras altas dignidades en la ciudad que le acrecentaron su poder local. En Sevilla desarrolló así una intensa y fructífera actividad en el entramado institucional de la capital andaluza, adquiriendo gran peso. Llegó a consejero de Castilla como su padre y en 1796 es camarista.
También desarrolló una fuerte actividad privada de coleccionismo arqueológico, numismático, pictórico y bibliofílico. Solamente su colección numismática se tasó en 1807, al morir, en 300.000 reales. Su carácter de mecenas lo recogió Antonio Ponz en la carta IX de su famoso Viaje de España, destacándolo. Llegó a poseer el primer cuadro pintado por Diego Velázquez en Sevilla, La adoración de los magos, hoy felizmente en el Museo del Prado. Francisco Aguilar Piñal, por su poder local e influjo social le califica de "el personaje más influyente en la vida social de Sevilla en la segunda mitad del siglo XVIII". Muy celoso de sus atribuciones reales, persiguió con éxito al contrabando y a la delincuencia de la zona. Se le calificó de "altanero y orgulloso", como hace Justino Matute y Gaviria, y se le conocía entre el pueblo hispalense como "el Señor del Gran Poder". De total confianza regia, en 1796 recibe a los reyes Carlos IV y María Luisa de Parma y, ya siendo consejero de Hacienda, se le hace camarista de Castilla. Falleció en Sevilla a los 88 años, en abril de 1807, en las instalaciones reales del Patio de Banderas tras dejar amplia huella personal en la ciudad.

## Bruna en la vida cultural sevillana
En Sevilla fue amigo de Gaspar Melchor de Jovellanos y de eruditos locales que cultivaron su misma afición por los libros antiguos, como el conde del Águila Miguel de Espinosa y Tello de Guzmán. El contexto era el ambiente culto, tan distintivo, de la Ilustración sevillana, pero Bruna empezó en su gusto bibliófilo por los libros heredados de su padre, llegando a reunir a lo largo de su vida unos 3500 volúmenes bastante selectos. Su pasión por los libros no era sólo bibliófila sino social, de ahí su pronta pertenencia, nada más ser designado teniente de alcalde de los Reales Alcázares, a la Real Academia Sevillana de Buenas Letras, a la que pertenecieron también Agustín Montiano y Luyando, Vicente de los Ríos, Antonio de Capmany y Montpalau, Vicente García de la Huerta o Pedro Rodríguez Campomanes, prueba del alto nivel de la misma. Bruna fue muy protector de ella, cediendo un local en los mismos Reales Alcázares en su calidad de teniente de alcalde. Gracias a él se consiguió de Carlos III en 1771 una pensión anual de 2000 reales para su funcionamiento. En el seno de la Sevillana de Buenas Letras pronunció algún discurso, como uno sobre restos arqueológicos romanos hallados en Cabeza de San Juan, en 1772, u otro en 1781 sobre Santiponce y un vestigio arqueológico en esta localidad. En la Real Biblioteca, se halla un manuscrito de su autoría sobre la marina de los griegos y romanos (RB, II/3095), prueba de lo poliédrico de sus intereses intelectuales, y que envió a Campomanes. También protegió a la Sociedad Patriótica de Sevilla, luego Sociedad Económica, fundada en 1775 y que instaló simismo en los Reales Alcázares. En 1779 pronunció en ella un importante discurso de materia económica. A él se debe que hubiera en la Sociedad una cátedra de matemáticas.

## La librería de Bruna y su ingreso en la Real Biblioteca
Incrementó notablemente Bruna la biblioteca familiar a lo largo de su vida, siendo Sevilla una ciudad muy apropiada para ello ya que tras la expulsión de los jesuitas en 1767 hubo gran dispersión de libros de los colegios y conventos jesuíticos. Salieron de ellos así alto número de volúmenes, muchos de ellos valiosos. Se sabe que Bruna adquirió volúmenes procedentes de, por ejemplo, el más importante de la ciudad hispalense, el Colegio de San Hermenegildo, y asimismo de otros como el de Córdoba. Otras procedencias fueron el Sacromonte de su Granada natal.
De este modo, reunió un acervo bibliográfico relevante. Así, en 1797, Leandro Fernández Moratín elogiaba su biblioteca en alto grado, subrayando la presencia de incunables. En vida de Bruna se fijó en sus libros Carlos IV, monarca que gustaba de adquirir colecciones bibliográficas importantes, caso de las del I conde de Gondomar, Diego Sarmiento de Acuña, o del conde de Mansilla, Manuel Antonio Campuzano y Peralta, entre otras. El propio Bruna seleccionó antes de morir para el soberano algunos impresos selectos y un manuscrito, el Libro del Tesoro (RB, II/3011), en gratitud a su nombramiento de consejero de Estado, según señala María Luisa López-Vidriero.
Como se recoge en Avisos. Noticias de la Real Biblioteca (Año VII, N° 25, abril - junio, 2001): "En julio de 1807, el ministro de la Audiencia de Sevilla, Francisco Díaz Bermudo, redactó un inventario que enumeraba la librería que Francisco de Bruna había dejado a su muerte. Su destino era la Biblioteca de Carlos IV. Con ese listado delante Ramírez de Alamanzón escogió, en octubre de 1807, doscientos veinticinco impresos y treinta y cinco manuscritos que quedaron en el Palacio Nuevo, sede de la Real Biblioteca Particular del monarca. De los libros que se dejaron para la Real Pública, actualmente la Biblioteca Nacional, no se tiene noticia precisa pero sabemos que su bibliotecario mayor, Pedro de Silva, también se sirvió del inventario hecho en Sevilla para proponer su propia selección. Así, tras su muerte en 1807, como ha explicado la actual Directora de la Real Biblioteca, María Luisa López-Vidriero, se empaquetan los treinta y cinco manuscritos y 225 impresos a cargo de Juan Agustín Ceán Bermúdez para la Librería de Cámara, origen de la actual Real Biblioteca. Sin duda, durante la visita regia a Sevilla en 1796 Bruna debió mostrar orgulloso su librería al monarca, que debió apreciarla al verla.
El granadino tuvo exlibris grabado, según muestra conservada en la Calcografía Nacional, pero en los libros de la Real Biblioteca ninguno lo luce, sino una marca de posesión sencilla pero incuestionable, una manuscrita "B". Entre los intereses coleccionistas de don Francisco no solo estuvieron los raros impresos o los manuscritos, sino asimismo dibujos de maestros, de hecho, fue un gran impulsor de una escuela o academia de dibujo en la capital andaluza en la que también intervino Ceán Bermúdez, el cual ponderó el conjunto de pinturas, dibujos y diseños que tuvo el oidor decano en su célebre Diccionario -ver, I, XXI-XXII-. Era muy conocido un importante libro de dibujos que tuvo con obra de Bartolomé Esteban Murillo, Juan de Valdés Leal, y otros, recopilado por una amistad de Murillo, Nicolás Omazur, y también tuvo el manuscrito original con las Constituciones de la Academia de Pintura que fundó Murillo en Sevilla en 1660. Los dibujos de Murillo y Valdés Leal se dispersaron en el XIX desde Sevilla y se encuentran hoy fuera de España. En 1775 logró una subvención real para la academia sevillana.

### Piezas relevantes de la librería de Bruna
El conjunto lo formaban piezas relevantes pues el interés del Oidor era de coleccionismo anticuario y bibliofílico, haciéndose cargo de los libros el bibliotecario real Juan Crisóstomo Ramírez de Alamanzón. En 1999 apareció catálogo del fondo palatino en una bella edición. Efectivamente, destacan incunables, impresos del XVI y manuscritos, entre éstos, sobresale una de las copias más antiguas del Libro de linajes de Diego Fernández de Mendoza, de 1464 (RB, II/86), del que existen cientos de copias repartidas por el mundo, y asmismo el Libro de algunos de los ricos hombres y cavalleros hijos dalgo que se hallaron en la conquista de la muy noble y muy leal ciudad de Sevilla, de Juan Ramírez de Guzmán, de 1652 (RB, II/2980). También otros sobre historia local andaluza.
No obstante, la biblioteca de Bruna fue mucho más amplia y por ello hay piezas en otros depósitos relevantes, como la Hispanic Society of America. También hay piezas notabilísimas en la Biblioteca Nacional de España, como el incunable de Cicerón de De Officiis Paradoxa de Mainz, 1466, impreso por Petrus Schoeffer (BNE, INC/1258). En la Real Biblioteca, asimismo, hay algún incunable español, como el Viaje de la Tierra Sancta de Bernhard von Breydenbach (Zaragoza, Pablo Hurus, 1498, en I/181). Por supuesto, muchos del XVI, como era propio de los ilustrados dieciochescos. Destacamos de éstos solo la Coronica d'Aragon de Lucio Marineo Sículo en la célebre edición de Valencia, Juan Jofre, 1524 (RB, I/B/31). Si se compara la biblioteca bruniana con la de otros camaristas de Castilla, caso de la muy voluminosa de Fernando José de Velasco, se observan coincidencias evidentes en tendencias de coleccionismo bibliofílico. El ingreso en la Real Biblioteca de los libros de Bruna se produce en un momento dulce e importante en la historia de la misma, pues coincide con otros ingresos capitales, como fueron los de los libros de los Colegios mayores salmantinos (el de San Bartolomé y el de Cuenca), los de la Secretaría de Gracia y Justicia con diversas colecciones a su vez (las de José Antonio de Areche, Francisco de Zamora, Juan Bautista Muñoz, Dionisio Alcedo y Herrera y alguna más) y sobre todo con la del I conde de Gondomar, Diego Sarmiento de Acuña.